# Грчко-римске мистерије
Мистерије (грч. μυστήρια = „тајна, иницијација“; од μυστικός – мистикос = „видети затворених очију“) су код старих Грка, а касније и код Римљана, биле тајанствени верски обреди које су укључивале само изабране. Изводиле су се на посебним окупљањима без присуства широких народних маса. Мистерије би се понекад изродиле и у оргијања.